# 长阳乡
长阳乡是中国陕西省安康市石泉县下辖的一个乡。

## 行政区划
长阳乡下辖以下行政区：
盘龙村、长顺村、福星村、双村、双沟村、同心村、田心村、长阳村、千佛村、奎星村